# 반축안면경련
반축안면경련(半側顏面痙攀, Hemifacial spasm, HFS)은 불규칙적이고 비자발적인 얼굴 한쪽 면의 근수축(연축)을 특징으로 하는 희귀신경근육질환이다. 안면근육은 얼굴신경(제7뇌신경)의 통제를 받으며 이는 뇌줄기에서 기원하여 눈 아래 근육을 빠져나간다.
이 질환은 남성과 여성 모두에게서 발생하지만 중년 또는 노인 여성에게 더 잘 나타난다. 일부 아시아 인구에게서 훨씬 더 많이 발생한다. 얼굴 신경 손상, 신생물에 의해 발생하거나 별다른 병인 없이 발생하기도 한다. 얼굴 양쪽에 연축이 있는 경우는 매우 드문 편이다.